# Armin Kasslatter
Armin Kasslatter (* 4. Oktober 1984 in Bozen) ist ein italienischer Biathlet.
Armin Kasslatter lebt in St. Christina in Gröden und startet für den S.C. Gardena. Seit 2005 gehört er dem italienischen Nationalkader an. In Obertilliach debütierte er 2004 im Biathlon-Weltcup der Junioren. Seit 2006 läuft er auch im Europacup der Männer, später im IBU-Cup. Erstes Rennen wurde ein Einzel in Ridnaun, das er als 59. beendete. Nur wenig später gewann er als 22. eines Sprints in Martell erstmals Punkte, im darauf basierenden Verfolgungsrennen erreichte der Italiener mit Rang zehn erstmals eine Top-Ten-Platzierung. 2007 musste er sich in der Haute-Maurienne bei einer Verfolgung nur Roland Zwahlen geschlagen geben und erreichte damit seine beste Platzierung in der zweithöchsten Rennserie. Zum Auftakt der Saison 2007/08 konnte Kasslatter in Kontiolahti sein Debüt im Biathlon-Weltcup geben und 92 im Einzel und 93 des Sprints werden. Erstes Großereignis wurden die Biathlon-Europameisterschaften 2008 in Nové Město na Moravě. Im Einzel lief er auf den 45. Platz, wurde 57. des Sprints, 30. der Verfolgung und mit Mattia Cola, Nicola Pozzi und Stefan Zingerle Zehnter im Staffelwettbewerb.

## Biathlon-Weltcup-Platzierungen
Die Tabelle zeigt alle Platzierungen (je nach Austragungsjahr einschließlich Olympische Spiele und Weltmeisterschaften).
- 1.–3. Platz: Anzahl der Podiumsplatzierungen
- Top 10: Anzahl der Platzierungen unter den ersten zehn (einschließlich Podium)
- Punkteränge: Anzahl der Platzierungen innerhalb der Punkteränge (einschließlich Podium und Top 10)
- Starts: Anzahl gelaufener Rennen in der jeweiligen Disziplin

| Platzierung                      | Einzel | Sprint | Verfolgung | Massenstart | Staffel | Gesamt |
| -------------------------------- | ------ | ------ | ---------- | ----------- | ------- | ------ |
| 1. Platz                         |        |        |            |             |         |        |
| 2. Platz                         |        |        |            |             |         |        |
| 3. Platz                         |        |        |            |             |         |        |
| Top 10                           |        |        |            |             |         |        |
| Punkteränge                      |        |        |            |             |         |        |
| Starts                           | 1      | 1      |            |             |         | 2      |
| Stand: nach der Saison 2009/2010 |        |        |            |             |         |        |